# シャールジャ天文&宇宙科学センター
シャールジャ天文&宇宙科学センター（シャールジャてんもん&うちゅうかがくセンター、アラビア語: مركز الشارقة لعلوم الفضاء والفلك、英: Sharjah Center for Astronomy and Space Sciences）は、アラブ首長国連邦のシャールジャにある、天文学と宇宙科学を中心とする教育研究施設である。
最新鋭のプラネタリウム、展示室、天文台、研究室を備え、一般から専門の研究者までの幅広い教育と研究に資する拠点となるべく、2015年に設立された。

## 理念
2014年に独自の火星探査計画 (Al-Amal) を発表し、宇宙科学分野で存在感を示そうとしていたアラブ首長国連邦において、天文学・宇宙科学分野の基盤を強化すべく、それらの分野における研究の国家的な拠点として、2015年に設立されたのが、シャールジャ天文&宇宙科学センターである。
研究だけでなく教育に力を入れ、センターが位置するシャールジャのみならず、アラブ首長国連邦、ひいてはアラブ世界全般において、天文学と宇宙科学に関する教育の発展と推進に務め、一般向けの初歩から専門の研究者水準まで、あらゆる層の学びを豊かにすることを目指している。

## 施設・組織
シャールジャ天文&宇宙科学センターの主な施設は、プラネタリウム、展示室、天文台、庭園、そして研究室である。

### プラネタリウム

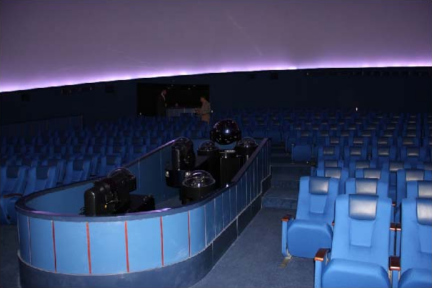
プラネタリウムのドーム内

プラネタリウムは、宇宙を身近に感じ、科学への関心と学習意欲を高める点で、センターにとって重要な施設である。中東最大といわれるプラネタリウムは、直径が18 m、10度の傾斜を持つドーム内に、200席が用意されている。投影機は、大平技研のMEGASTAR-IIAとSCISS社のColorspaceとの複合式に、太陽、月、惑星用の投影機を加えた構成になっている。

### 展示室
展示室には、大きく分けて天文学の展示室、宇宙開発の展示室、そしてクルアーンの宇宙観を示す展示室がある。天文学の展示室は時代によって、望遠鏡発明以前の時代、望遠鏡発明後の時代、機器によって光を分析できるようになった時代、そして現代の最先端の天文学、と4つに分かれている。宇宙開発の展示室は、初期の宇宙ロケットへの挑戦から現代の国際宇宙ステーションなどに至るまでを網羅している。

### 天文台
シャールジャ天文&宇宙科学センターには小規模だが、アラブ首長国連邦では最大級の口径を持つ光学望遠鏡を備えた天文台が設置されている。この天文台は、一般向け教育普及用の観測、学生・生徒の観測天文学の実習用の観測、学生の研究用観測などに供される。
天文台の直径3.5メートルのドームは、バーダー・プラネタリウム社 (Baader Planetarium GmbH) 製で、同社は天文台の基本設計、立地評価、観測機器の機種選定などにも関わっている。望遠鏡は、1台のドイツ式赤道儀に3つの鏡筒が同架している。最大口径の鏡筒はPlaneWave Instruments社のCDK 17アストログラフで、口径17インチのドール・カーカム式望遠鏡 (F6.8)、次いで口径が大きいのがTECの180 mmフローライト・アポクロマート (F7)、もう1つが口径107 mmの屈折望遠鏡である。17インチ望遠鏡は、星雲・星団・銀河などの観測に用いられ、観測装置としてCCDカメラと、研究用にもなるエシェル分光器が用意されている。180 mm望遠鏡は、月や惑星の観測と、太陽白色光の観測に、107 mm望遠鏡はHαでの直接太陽観測に使われている。天文台の機構は、プラネタリウムの情報通信網を統合されており、天文台で得たデータはプラネタリウムで同時配信できる他、センター内の各所や地方テレビ局へも配信可能となるよう考えられており、天文現象の中継も行われている。
天文台の規模は、天文学の研究用としては決して大きくないが、大気などの環境要因や目的を考慮して最適化したものである。鏡筒やドームの防塵、ドーム内温度調整、光学機器には先進的な技術が用いられている。
シャールジャ天文&宇宙科学センターの天文台は、イスラム世界の天文台として、信仰上の役割も担っており、イスラム暦の月の始まりを決めるため、毎月新月過ぎの三日月を観測している。この観測は、特に断食月のラマダーン（9月）、巡礼月のズー・アルヒッジャ（12月）において重要とされる。

### コズミック・ガーデン
シャールジャ首長でシャールジャ大学総長でもあるスルターン・ビン・モハメド・アル・カーシミーの構想で、センターの中心にあるプラネタリウムのドームは金色に彩られ、このドームを太陽に見立てて、建物を取り囲む庭園には、太陽系を模して巨大な惑星の模型とその軌道があしらわれている。庭園には、月着陸船の模型なども置かれている。

### 研究室
シャールジャ天文&宇宙科学センターは、天文学・宇宙科学分野における国家的な研究拠点となることを目的としており、そのために、地理情報システム・リモートセンシング、隕石（気象学）、電波天文学、電離圏（宇宙天気）、人工衛星などの研究室が設置されている。
隕石センターは、主にアラビア半島、サブサハラで回収された隕石の科学分析を行うことが主な目的だが、隕石やスペースデブリの落下を監視する、首長国気象監視網の運用や、ドローンを使った隕石片回収の研究なども行っている。
電波天文学研究室は、文字通り電波天文学の観測研究を行うが、特にデカメートル波電波望遠鏡による太陽嵐の観測に力を入れている。また、電波天文学に加え、探査機との通信を担い、国際VLBI網に参加することを視野に入れた大型電波望遠鏡の建設も計画されている。
電離圏研究室は、太陽活動と太陽系の惑星の相互作用を研究することを目的とし、太陽活動が地球の成層圏、特に電離層に及ぼす影響を研究している。電離圏の監視のために、超低周波から超高周波までの観測局網を構築しようとしており、これはアラブ首長国連邦が将来宇宙開発を進める上で基盤となることが期待される。また、アラブ首長国連邦が火星探査計画に注力するようになってからは、火星の電離圏の研究にも携わっている。